# Metaxismo

Bandera de la Organización Nacional de la Juventud (EON) durante el Régimen del 4 de agosto

Metaxismo ( en griego: Μεταξισμός   ) es una ideología nacionalista autoritaria asociada con el dictador griego Ioannis Metaxas . Pidió la regeneración de la nación griega y el establecimiento de una Grecia moderna y culturalmente homogénea. El metaxismo desacreditó al liberalismo y mantuvo los intereses individuales subordinados a los de la nación, buscando movilizar al pueblo griego como una masa disciplinada al servicio de la creación de una "nueva Grecia".
Metaxas declaró que su Régimen del 4 de agosto (1936-1941) representaba una " Tercera civilización griega " que estaba comprometida con la creación de una nación griega culturalmente purificada basada en las sociedades militaristas de la antigua Macedonia y Esparta, que él consideraba que constituían la " Primera Civilización Griega";y la ética cristiana ortodoxa del Imperio Bizantino, que consideraba que representaba la "Segunda Civilización Griega". El régimen de Metaxas afirmó que los verdaderos griegos eran étnicamente griegos y cristianos ortodoxos, con la intención de excluir deliberadamente de la ciudadanía griega a los albaneses, eslavos y turcos que residían en Grecia.
Aunque el gobierno de Metaxas y sus doctrinas oficiales a menudo se describen como fascistas, académicamente se considera que fue una dictadura totalitaria-conservadora convencional similar a la España de Francisco Franco o el Portugal de António de Oliveira Salazar . El gobierno metaxista derivó su autoridad del establecimiento conservador y sus doctrinas apoyaron fuertemente a las instituciones tradicionales como la Iglesia Ortodoxa Griega y la Monarquía Griega; esencialmente reaccionario, carecía de las dimensiones teóricas radicales de ideologías como el  fascismo italiano y el nazismo alemán.
La ideología del Metaxismo se asoció con el partido político de Metaxas, el Partido de los Librepensadores y el Régimen del 4 de agosto. En la posguerra ha sido propugnada por el Partido 4 de Agosto, el partido Amanecer Dorado y el partido ELAM .

## Ideas principales
- Nacionalismo griego : promovió la pureza cultural de la nación griega y respaldó la creación de una "Tercera Civilización Helénica".
- Monarquismo : Consideraba la institución de la monarquía un pilar de la unidad nacional.
- Anticomunismo : el metaxismo era muy hostil a las ideologías de izquierda y comunistas .
- Antiparlamentarismo : Denunció el funcionamiento del antiguo sistema parlamentario, como causa de anarquía,división y declive económico.Metaxas murió dejando un plan inacabado e inédito (nunca publicado) sobre una "nueva constitución".[cita requerida]
- Corporativismo : Trabajaba fuertemente a través de grupos empresariales y sindicatos.
- Fascismo clerical : La Iglesia ortodoxa griega fue un aspecto integral del régimen metaxista.
- Proteccionismo : Consideró que las políticas liberales de mercado del viejo estado habían fracasado.
- Antiimperialismo : Se opuso a la dominación e influencia de Grecia por parte de potencias extranjeras.

## Historia

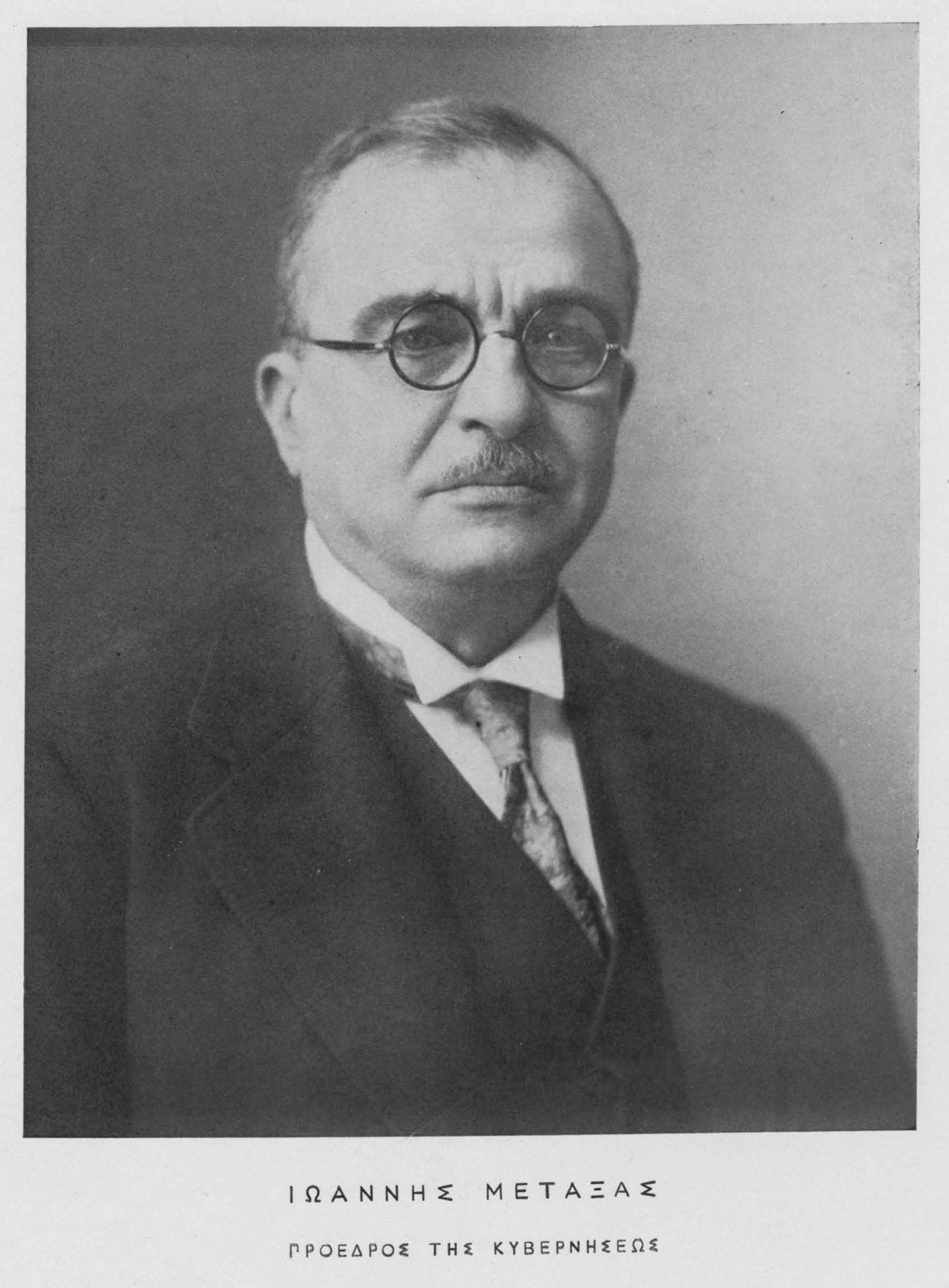
Ioannis Metaxas

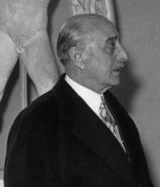
Alexandros Papagos, líder del Rally Griego.

La ideología desarrollada por Metaxas comenzó con la respuesta de Metaxas a la revolución de 1922 que puso en marcha un gobierno pro republicano en Grecia,Metaxas formó el Partido de los librepensadores,un partido monárquico que originalmente apoyó el avance de las libertades civiles,aunque esto cambió con la evolución de las opiniones políticas de Metaxas. Metaxas apoyó la contrarrevolución fallida de los monárquicos contra el gobierno de orientación republicana el 23 de octubre de 1923,que colapsó en una semana,se emitió una orden de arresto contra Metaxas que huyó de Grecia al exilio en Noruega. El gobierno pro-republicano logró su objetivo en 1924 cuando la monarquía griega fue depuesta y se estableció una república griega. En 1924, Metaxas cambió oficialmente su posición de oposición a la república a aceptación de sus instituciones.
En las elecciones generales de 1926, el Partido de los librepensadores de Metaxas ganó 54 de los 250 escaños en el parlamento griego,lo que resultó en que el partido se convirtiera en parte del gobierno de coalición de Grecia y Metaxas se convirtiera en Ministro de Comunicaciones. Sin embargo, el Partido de los librepensadores se derrumbó en apoyo público en las elecciones de 1928, perdiendo casi todos sus escaños, incluido el propio escaño de Metaxas.
En la década de 1930, Metaxas condenó abiertamente el sistema parlamentario en Grecia. En 1935, el partido de Metaxas se unió a otros partidos monárquicos en una coalición electoral conocida como Realistas Unidos que pedía la restauración de la monarquía,sin embargo, el Partido de los librepensadores ganó solo siete escaños en las elecciones. Sin embargo, en 1935 se formó un gobierno monárquico en Grecia que resultó en la restauración del rey Jorge II de Grecia como jefe de Estado.
El rey Jorge II había mantenido estrechas relaciones con Metaxas en el pasado y lo nombró primer ministro de Grecia en mayo de 1936. Al convertirse en primer ministro, Metaxas dejó en claro su descontento con el estancamiento político entre los bloques políticos enfrentados en el parlamento griego y el creciente malestar laboral que explota el Partido Comunista de Grecia. Metaxas rápidamente buscó aplastar la disidencia,incluidos los disturbios laborales en forma de decretos que no requerían la aprobación del parlamento griego.
El 4 de agosto de 1936,Metaxas obtuvo el apoyo del rey para un decreto que disolvía el parlamento. Declaró la ley marcial,suspendió derechos civiles como la libertad del súbdito y movilizó a los trabajadores públicos y del transporte para que lo apoyaran. Metaxas justificó estas acciones como necesarias para evitar la revolución comunista. Se realizaron numerosos arrestos de líderes izquierdistas y otros después de estas proclamas. Metaxas abolió todos los partidos políticos,incluido el suyo, y gobernó como oficial independiente. Esta fecha se considera el comienzo del régimen totalitario de Metaxas conocido como Régimen del 4 de agosto .
Los partidarios se referían a Metaxas como Archigos (Líder) y prometía crear un "Nuevo Estado" en Grecia que pedía a los griegos que se comprometieran por completo con la nación con autocontrol como lo habían hecho los espartanos. Los partidarios del Régimen del 4 de agosto justificaron la dictadura de Metaxas sobre la base de que la "Primera civilización griega"involucró a la dictadura ateniense de Pericles, que había llevado a la antigua Grecia a la grandeza.
Metaxas introdujo una censura estricta y generalizada de la prensa y prohibió la literatura de autores considerados tabú por el régimen,incluida la literatura de Karl Marx, Sigmund Freud, Leo Tolstoy, Fyodor Dostoyevsky e Immanuel Kant .
Metaxas buscó la creación de una generación más joven disciplinada como fundamental para el futuro de Grecia y para el fortalecimiento de su régimen y sus principios que afianzan en el mundo la Tercera Civilización Griega. En octubre de 1936, el régimen creó la Organización Nacional de la Juventud de Grecia (EON) que ganó 200.000 miembros en 1938 y en 1939,cuando la membresía juvenil en la EON se hizo obligatoria, absorbió a los Boy Scouts de Grecia. Los miembros de la EON prestaron un juramento de fidelidad a los principios del 4 de agosto que incluía: abrazar las instituciones de la monarquía; apoyo al orgullo nacional y la fe de la civilización griega; oposición al parlamentarismo y al comunismo; apoyo al desarrollo de ciudadanos igualitarios, no individualistas y virtuosos.
A pesar de los vínculos del régimen de Metaxas con la Italia fascista y la Alemania nazi, se vio envuelto en la Segunda Guerra Mundial frente a las Potencias del Eje después de la invasión italiana de Grecia, Metaxas luego alineó su gobierno con los aliados hasta que Grecia capituló y se rindió. a la ocupación por las potencias del Eje después de la Batalla de Grecia . Metaxas murió el 29 de enero de 1941, dejando un plan inacabado (nunca publicado), relativo a una "nueva constitución" para Grecia que apuntaba a una nueva forma de gobierno sin las desventajas del antiguo sistema parlamentario.
En asuntos religiosos, el régimen siguió la tradición del Estado controlando y utilizando las instituciones religiosas y eclesiásticas,El régimen era tolerante con las minorías religiosas (principalmente judíos y musulmanes), que eran mayoritariamente conservadores y hostiles al venizelismo,No era antisemita y prohibió las publicaciones antisemitas de ciertos periódicos.

## Legado
El control social establecido por Metaxas y las ideas transmitidas a la juventud,especialmente a través de la Organización Nacional de la Juventud,tuvieron una influencia significativa en la sociedad griega y el sistema político de la posguerra.Algunos ejemplos son la censura, que estuvo en uso hasta el Metapolitefsi, y los elementos sobrevivientes de un estado policial . En la era inmediata de la posguerra, el Metaxismo fue defendido por el Partido del 4 de agosto . Las ideas del Régimen del 4 de agosto también fueron un motivo adicional para el grupo de oficiales del ejército de derecha que tomaron el poder en un golpe de Estado y condujeron a la junta militar griega de 1967-1974 . Hoy, el único partido del parlamento griego que afirma seguir las ideas de Metaxas es el extremista de derecha Amanecer Dorado . Otros partidos de extrema derecha, como la Unión Patriótica Popular Griega, que se separó de Amanecer Dorado, también afirman seguir el metaxismo.